# Slumpflacja
Slumpflacja – zjawisko makroekonomiczne, polegające na jednoczesnym, paradoksalnym występowaniu w gospodarce państwa zarówno znaczącej inflacji, jak i spadku produkcji i dochodu narodowego w ujęciu bezwzględnym.